# Beriózovski (Rostov)
Beriózovski (del ruso: Берёзовский) es un jútor del raión de Yegorlykskaya del óblast de Rostov de Rusia. Está situado a orillas del río Ternovataya, afluente por la derecha del río Plóskaya, tributario del Yeya, 35 km al sudoeste de Yegorlykskaya y 119 km al sureste de Rostov del Don, la capital del óblast. 
Pertenece al municipio Kavalerskoye.